# فراموشخانه و فراماسونری در ایران
فراموشخانه و فراماسونری در ایران کتابی است از دهه ۱۳۴۰، نوشته اسماعیل رائین در سه جلد که ابتدا در ایتالیا و سپس در ایران به چاپ رسید. در این کتاب تاریخ سازمان‌های سری فراماسونری در ایران و نام چند صد عضو ایرانی این سازمان‌ها آورده شده‌است. در این کتاب ده‌ها کلیشه از مدرک عضویت، سوگندنامه، دعوتنامه به مجالس و تصاویر ایرانیان فراماسون ملبس به جامهٔ فراماسون‌ها آورده شده‌است.
این کتاب با کمک ساواک تهیه شد. اسدالله علم به نصیری دستور داد که مدارک تهیه و در اختیار رائین گذاشته شود.
سه جلد کتاب اسماعیل رائین حاوی اطلاعات مفیدی در مورد فراماسونری در ایران است. جلد اول کتاب شامل مقدمه‌ای بر فراماسونری و پیشینه آن است، جلد دوم به ساختار لژهای فراماسونری و تاریخچه آن‌ها در ایران می‌پردازد و در جلد سوم به‌طور اختصار لژهای ایران را واکاوی می‌کند.

## انتقاد
به طور کلی، کار رائین حاوی ترکیبی از اطلاعات مفید و مهم به همراه موارد دیگر بی اهمیت و مطالبی بی ارتباط است که به روشی غیر علمی در کنار هم قرار می گیرند.
در ایران کتابها و نوشتارهای ضد فراماسونری که عمدتاً توسط نویسندگان مذهبی، ملی گرایان، رادیکال و بنیاد گرایان منتشر شده‌است، روش بیان تلخ ضد ماسونری اسماعیل رائین را دنبال می‌کنند که ماسون‌ها را به تمام انواع توطئه‌ها علیه ملت ایران متهم می‌کرد. تم تکراری این کتاب‌ها ارتباط ماسونری به نظریه توطئه جهانی انگلیس-صهیونیسم است. هرچند این کتابها اطلاعات اندکی بر کارهای رائین می‌افزایند.
هوشنگ شهابی در فصلی با عنوان «هذیان گوئی در تاریخ‌نگاری ایرانی» در مورد اسماعیل رائین و کتاب معروفش فراموشخانه و فراماسونری در ایران چنین می‌نویسد:
«اسماعیل رائین، مورّخ تأثیر گذار پیش از انقلاب اسلامی، کتابی چند جلدی در مورد فراماسونری منتشر کرد که در آن تقریباً همه نخبگان جامعه را به فرمانبری از فراماسون‌ها متهم نمود.»